# 松平忠直
松平 忠直（まつだいら ただなお）は、日本の江戸時代前期の親藩大名。越前国北庄藩藩主。官位は従三位参議、左近衛権中将、越前守。結城秀康の長男であり、徳川家康を祖父に持つ。
幼少期に越前北庄藩68万石を相続し、大坂の陣で真田信繁（幸村）を討つなど活躍。従三位参議に叙せられたが、領地が増えることなく、不満を抱く。その後、酒に溺れ、乱行を繰り返すようになる。1623年に改易され豊後に流され、1650年に亡くなるまで27年間豊後で過ごした。北庄藩は忠直の弟の越後高田藩主松平忠昌が継承、忠直の息子仙千代（後の松平光長）は忠昌と領地交換して高田へ移封、以後北庄藩は忠昌が治めることになる。
加増が無いことへの不満で暴虐な振舞を見せたという逸話が伝えられているが、真偽は不明。岩佐又兵衛を北庄へ招いたとされるが、こちらも詳しい事情は分かっていない。

## 生涯

### 若年の藩主
文禄4年（1595年）、摂津東成郡生魂にて、結城秀康の長男として誕生した。母は岡山（中川氏）。同母弟に松平忠昌、異母弟に松平直政・松平直基・松平直良がいる。また江戸幕府初代将軍徳川家康は祖父、2代将軍徳川秀忠は叔父、3代将軍徳川家光は従弟に当たる。
慶長8年（1603年）、江戸参勤のおりに叔父秀忠に初御目見する。人質ではあったが秀忠からは大いに気に入られ、慶長10年（1605年）に彼の下で元服し従四位下侍従・三河守に叙せられ、秀忠より偏諱を受け忠直と名乗る。慶長11年（1606年）3月3日、右近衛権少将に任じられる。
慶長12年（1607年）、父の死に伴って越前北庄68万石を相続したが、幼少のため家老の本多富正（伊豆守）・今村盛次（掃部）が領国統治に当たった。
慶長16年（1611年）に祖父家康に連れられて上洛、3月20日に従四位上左近衛権少将へ昇叙、3日後の23日に祖父と共に宮中へ参内した。9月28日には秀忠の娘で従妹に当たる勝姫を正室に迎え、晴れやかな出来事が重なった。しかし一方、同じく祖父と共に上洛・参内した3人の年下の叔父である徳川義直・徳川頼宣・徳川頼房も叙任される、国元の家臣桜井武兵衛へ宛てた6月24日付の手紙で詳細不明の人物を預けることを指示するなど、忠直の周囲にはいくつか不穏な出来事も胎動していた。
慶長17年（1612年）冬、重臣たちの確執が高じて武力鎮圧の大騒動となり、関係者は江戸へ召喚、家康・秀忠の両御所による直裁によって処分され、重臣の今村盛次・清水方正（丹後）は配流となる一方、同じ重臣の本多富正は逆に越前家の国政を補佐することを命じられた。翌慶長18年（1613年）4月には土井利勝が越前へ赴いて再び処分が行われ、忠直の伯父である中川出雲守も配流され、5月に秀忠の命令で富正が越前の国政を執ることとされ、加えて富正の従兄弟の本多成重（丹下）を付家老として越前家に付属させた。これは騒動が重なるのは忠直がまだ若く力量が至らぬと両御所が判断したためである（越前騒動）。またこの間、慶長17年暮れに池田氏・黒田氏ら諸大名と共に禁裏・仙洞御所の普請を命じられ、この頃から徳川将軍家の家門の越前家は一大名として扱われるようになる。

### 大坂の陣で活躍
慶長19年（1614年）4月6日に駿府の家康に拝謁、富正・成重の補佐を受けることを改めて命じられたが（秀忠が富正・成重を忠直の後見役に任命したとも）、両本多との間はぎくしゃくしていたとされ、藩主としての権力・行動を制約されたことに不満を抱いたと考えられている。同年に起こった大坂冬の陣では、軍事も越前軍を率いた両本多に統制され、越前軍の活躍は諸資料に紹介されているが忠直本人の活躍はほとんど見られない。
12月4日の真田丸の戦いでは、前田利常の軍勢に続いて井伊直孝の軍勢と先鋒を争い進撃するが、真田丸に籠る真田信繁（幸村）の反撃に遭い480人の戦死者を出す敗北に終わった。翌慶長20年（元和元年・1615年）の大坂夏の陣でも5月6日の八尾・若江の戦いで傍観して味方を助けなかったことを家康から叱責された。翌7日の天王寺・岡山の戦いでは汚名返上に燃え、抜け駆けしてまで前線に進軍、突撃して来た信繁の軍勢と激戦を繰り広げた。一時は裏崩れを起こして忠直の周りに兵がなだれ込む混乱も見られたが、やがて反撃に出て真田軍を撃破、忠直の鉄砲頭西尾宗次が信繁を討ち取り首級を確保、御宿政友も忠直の家臣野本右近が討ち取る、大坂城に攻め入り一番乗りを果たすなどの戦功を挙げた。
戦後の10日に二条城で諸大名が居並ぶ中で家康から天下第一の勲功を褒め称えられ、初花の茶壺と高木貞宗作の脇差を与えられ、秀忠からも牧谿作の落雁の絵が与えられた。23日には討ち取った首の数を3753と報告、諸大名の中で1番の戦果だった。しかし、論功行賞では忠直の恩賞はこれだけであり、弟の忠昌が加増されたのと対照的に自分に加増が無かったことに不満を抱き、次第に幕府への不満を募らせていった。閏6月19日に従三位参議に叙任、7月に北庄へ戻ったが、同年に幕府が制定した一国一城令・武家諸法度・軍役令への対応や戦後処理は越前騒動の処理が済んでいなかったため後回しにされたと思われる。なお、11月29日に勝姫が長男仙千代（後の松平光長）を出産している。

### 秀忠への不満と度重なる乱行
元和2年（1616年）から年下の叔父義直・頼宣・頼房が秀忠に重んじられるようになったのとは対照的に、忠直の序列は彼等の下に甘んじるようになった。元旦の江戸城内における拝賀式では席次が頼房の次になった。2月になると重病に陥った家康を見舞うため駿府に駆けつけたが、秀忠が家康と面会する際には義直・頼宣・頼房を同席させたのに対し、忠直にはそれを許さなかった。翌元和3年（1617年）には義直と頼宣が権中納言に任じられて官位においても明白に差が付いた。元和5年（1619年）に秀忠が上洛した際には伏見城で猿楽が催されたが、この時も義直と頼宣の席は公家のそれに交じるものだったのに対し、忠直は諸大名と共に着席している。忠直はこうした度重なる冷遇に屈辱感を募らせ、それが加増が無かったことへの不満と合まって、ついに怒りを爆発させるに至る。
忠直は次第に酒色に溺れるようになっていき、これが鉄砲や砲術への熱中と合まって、暴虐な振舞を見せるようになったという真偽不明の逸話が後世に伝わることにつながった。暴虐という面については信憑性に疑問が持たれているが、乱行自体は事実であり、元和2年に100貫目で遊女を身請したという話がイギリス商館員リチャード・ウィッカムが商館長リチャード・コックスへ宛てた手紙に記されている。
元和7年（1621年）5月には参勤交代で出府すべきところ病のためにそれができず、その後回復したために改めて国元を出立したが、途中で関ヶ原に留まった挙句に結局越前に引き返し、名代として数え7つの仙千代を江戸へ向かわせている。幕府にはすでに忠直の酒に溺れる状況が伝えられていたが、秀忠はこの時は病気ということで事を荒立てず様子を見ることにした。しかし元和7年は西国大名の多くが江戸に参勤し、交代で帰国するはずの東国大名も江戸に留め置かれ、元和8年（1622年）1月にはほとんどの大名が江戸で越年するという不穏な状態になった。
同年3月21日に秀忠の命令で越前を出立したが、この時も関ヶ原に留まり引き返した。豊前小倉藩主細川忠利が父の細川忠興に宛てた書状は、忠直は越前へ戻ると引き籠り、10月8日に勝姫の侍女2名を殺害する事件を起こし、家臣達は面々で相談してそれぞれ徒党を組み、忠直が呼んでも来ない者が続出したことを伝えている。『美作津山松平家譜』には侍女殺害事件で城中は混乱し、集まった老臣達は忠直を居室に押し込め、成重が江戸に緊急事態を告げたとある。『徳川実紀』によると小姓を始めとする家臣等を理由もなく斬殺するなど狂気に満ちた乱行を尽くすようになり、元和8年12月30日には家臣の永見貞澄に軍勢を差し向けて一族ごと殺害してしまった。秀忠はこの年に出羽山形藩主最上義俊や老中の下野宇都宮藩主本多正純を改易したばかりだったが、忠直の行動を耳にして処分の決断を迫られた。

### 隠居、豊後へ配流
元和9年（1623年）、一連の乱行に加え、忠直が江戸への参勤を拒否したと受け取った秀忠は忠直に隠居と西国への移住（配流）を命じた。隠居に応じない場合は軍勢を以て成敗すると脅し、出羽久保田藩主佐竹義宣や加賀藩主前田利常、豊後岡藩主中川久盛には出陣の用意を要請している。2月22日に江戸から越前に到着した母清涼院から秀忠の命令を伝えられた忠直は母の説得もあって隠居に応じ、家督は仙千代が継ぐことになった。隠居後は出家して一伯と名乗ったが、お家存続を考えて主君押込の非常手段に踏み切った家臣達に拘束されていたとの説もある。3月3日（または3月15日）に北庄城を出て5月2日まで敦賀に滞在、陸路京都を経て海路瀬戸内海を進み、5月12日（または5月27日）に竹中重義が藩主を務める豊後府内藩へ配流の上、謹慎となった。移住先は大分郡萩原村（現在の大分県大分市萩原）で、3月8日に中川久盛が国元の家老へ宛てた書状によると、元は岡藩領だった所を忠直配流で急遽幕府が取り上げて竹中重義に引き渡された事情が記されている。こうして忠直は事実上改易、北庄藩は仙千代の下で存続を許された。
豊後では賄料5000石を与えられ、初め海沿いの萩原（現・萩原天神社境内（小字御屋敷））に住んでいた。衣類・調度品・煙草や薬箱の嗜好品、長持・鉄砲など私物が越前から萩原へ送られたことを確認した忠直の受取状が現存しているが、生活は幕府から派遣された目付（豊後府内目付）や重義の家来に監視されていた。やがて2年後の寛永2年（1625年）から忠直の移転が持ち上がり、翌寛永3年（1626年）に移転先は内陸の津守に決定、新たな屋敷の普請など準備期間を経て寛永4年（1627年）11月13日に津守へ移住した。津守に移ったのは、萩原が海辺にあり荒い場所だったからという理由からだが、海に近い萩原では海路での逃走の恐れがあったためとも言われる。
寛永11年（1634年）2月に重義が別件で誅罰・改易されると、7月に代わって府内藩主となった日根野吉明の預かり人となった。この間岡藩が府内城と忠直の警備に当たったが、忠直の侍女の治療に当たった岡藩の医者池田伊豆が日根野吉明の忠直警備交代で接触を禁止された後も忠直の家臣と文通していたことが忠直の通報で発覚、幕府に処断される事件が発生している。このような出来事はあったが、津守での忠直は寺社造営と再建・寄進・奉納や家族の延命息災を願った祈願書を送る代参を行い、神仏への帰依と家族の安全を考える穏やかな余生を送った。津守の熊野神社・霊山寺・由原八幡宮にそうした忠直の痕跡が伝えられ、寛永5年（1628年）に熊野神社へ伝岩佐又兵衛作『熊野権現縁起絵巻』を奉納、寛永9年（1632年）に熊野神社へ轡・鐙・兜蓑・能面を奉納し由原八幡宮の鳥居を建立、寛永12年（1635年）に熊野神社へ鐘を寄進、翌寛永13年（1636年）には霊山寺の観音堂を再建して由原八幡宮の多宝塔も建立、寛永15年（1638年）の熊野神社本殿・拝殿・鳥居などを再建、霊山寺の山門も再建したことが挙げられる。
一方、忠直が去った後の北庄藩に人事異動があり、忠直配流の翌年の寛永元年（1624年）に幕命により、忠昌が藩領のうち北庄藩50万石及び本多富正を含む家臣105騎を継承し、高田藩から随従の300騎を併せて新たに北庄藩の家臣団を形成した。当初仙千代の行く末を思いやった忠昌は相続を固辞したが、幕府は仙千代に対しては別に領地を与えるとしたため、忠昌は北庄藩と家臣団を継承することとなり、仙千代には新たに忠昌が去った後の越後高田藩25万石が与えられ、忠昌と領地交換の形で移封になり、北庄藩の多くの家臣団と共に越後へ移った。
慶安3年（1650年）9月10日に卒去、享年56。遺体は幕府から検視目的で派遣された役人と高田藩から派遣された松平光長（仙千代）の家来立会いで確認された後、浄土寺で火葬され、遺骨は浄土寺・津守・高野山へ分骨された。遺領5000石は幕命で次男永見長頼に3000石、三男永見長良に2000石に分割相続、遺品は高田藩の家来により光長へ送られ、長頼・長良兄弟も光長に引き取られた。

## 人物
忠直に関する資料や実像を示した一次資料は極めて少なく、藩政との関わりや思いなども明らかになっていないため、残された逸話・説話から描かれた人物像は実像とかけ離れている可能性が指摘されている。性格も分かっておらず、『福井市史』では「資性剛毅、力人に過ぐ」、『越前人物志』では「稟性剛毅にして」、『徳川実紀』では「この卿（忠直）剛強にして」とあり、父譲りの剛直な性質と考えられているが詳細は不明。
加増の件で募らせた不満の捌け口の1つとして鉄砲・砲術に熱中、慶長17年に近江国彦根藩藩士・澤村角右衛門から稲富流砲術を伝授され、元和4年に家臣の中川右京へ砲術伝書の「直矢倉之巻」を与えたことが確認されている一方、城の櫓から通行人を撃ったという真偽不明の噂もある。また新井白石は『藩翰譜』で忠直は恩賞の不満から酒に溺れたと記し、『国事叢記』「『続片聾記』 - 忠直卿御乱行之事」等によると元和4年頃から暴虐な振舞いを繰り返すようになり、小山田多聞という寵臣に命じて罪人や拉致してきた領民を惨殺させては、その様子を一国御前と呼ばれた妾と共に酒を飲みながら眺めて楽しむなどしたというが、こちらも真偽は明らかでない。
配流先の豊後でも真偽不明の暴虐伝説があり、萩原在住期の寛永元年に亡くなった侍女お蘭の死出のお供と称して、女中18人のうち12人を殺害したという。かたや津守在住期に御用を務めた村役人達と親しくなったという話もあり、彼等は忠直が亡くなるまでの23年間に交流を結び、死後も忠直の法要を続けたことが確認されている。彼等が書いた年代記は忠直の隠居生活を知る史料となっている。
他方で忠直の善政を称える地域もあり、福井県鯖江市の旧鳥羽野地区では父の事業を引き継いで、狐・狸・野鳥の住処として住民や旅人の悩みの種だった原生林の鳥羽野を農村に開拓、住民から感謝されたという。忠直が配流された後も住民は彼の徳を慕い、八幡神社に御神体の1つとして祀っただけでなく、忠直が亡くなった2年後の承応元年（1652年）に鳥羽の代表が九州まで出向いて忠直の墓参りをした後、持ち帰った守り本尊と彼の霊を祀る琵琶神社まで建てたほどであり、どちらの神社も現存している。

## 岩佐又兵衛との関係
元和2年頃に忠直は絵師岩佐又兵衛を興宗寺第10世心願を通じて京都から北庄へ招いたという。延宝3年（1675年）に黒川道祐が出した随筆『遠碧軒記』で、福富立意という老人からの証言を書き留めた文章に「越前一白殿（忠直の号）御目かけられ候て」とあり、岩佐又兵衛が忠直と面識があったことが推定される。この記事を取り上げた辻惟雄は両者の関係は不明としているが、同じく記事に注目した黒田日出男は忠直が好みの御伽草子やそれらを元にした浄瑠璃物語を絵巻に描かせようと又兵衛を京都から北庄へ招いたと推定している。こうして作られたのが『又兵衛風絵巻群（古浄瑠璃絵巻群）』で、制作開始時期は元和2年頃からと推測される。
又兵衛風絵巻群のうち『山中常盤物語絵巻』・『浄瑠璃物語絵巻』・『堀江物語絵巻』は忠直からの注文であったとされ、又兵衛は弟子たちを動員して絵巻群を制作したと考えられている。ただし『浄瑠璃物語絵巻』・『堀江物語絵巻』は又兵衛の関与が少ないとの見解もあり、制作時期も忠直配流後とされる。これは辻の見解だが、黒田は異論を唱え、『浄瑠璃物語絵巻』と『堀江物語絵巻』も忠直配流前に彼の注文を受けて又兵衛を中心とする工房が制作したと考え、忠直の意向をうかがいながら古浄瑠璃絵巻群を制作したと推定している。『小栗判官絵巻』・『村松物語絵巻』・『熊野権現縁起絵巻』も古浄瑠璃絵巻群に含まれるが、こちらは画風が異なり、又兵衛の流れをくむ絵師が描いたと考えられる。
黒田は寛永5年2月吉日に忠直が配流先の豊後津守で『熊野権現縁起絵巻』を津守熊野神社へ奉納したことを指摘、又兵衛工房に依頼して絵巻を描かせ神社へ奉納したと仮定した。制作年代の特定も行い、下限を寛永5年2月吉日に特定、上限は同年初頭か前年の寛永4年末と推定している。合わせて絵巻群の順番と制作年代も推定、順番は『堀江物語絵巻（残欠本）』、『山中常盤物語絵巻』、『浄瑠璃物語絵巻』、『小栗判官絵巻』、『堀江物語絵巻（堀江巻双紙）』、『村松物語絵巻』、『熊野権現縁起絵巻』と推測、制作年代の上限は又兵衛が来た元和2年、下限は寛永5年2月吉日に定めている。
又兵衛の他の作品は古浄瑠璃絵巻群以外に『旧金谷屏風』『三十六歌仙画冊』『人麿・貫之像』が確認されている。これらは忠直が北庄藩主だった時期に制作され、忠直が配流された後も又兵衛は北庄（福井）に留まり、忠昌が藩主の時代に『池田屏風』『太平記 本性房振力図』『和漢故事説話図（和漢故事人物図巻）』などを描き、寛永14年（1637年）に江戸へ下向するまで福井で制作を続けた。

## 官職位階の履歴
※日付＝旧暦
- 1605年（慶長10年）9月10日、従四位下に叙位。侍従に任官し、三河守を兼任。
- 1606年（慶長11年）3月3日、右近衛権少将に転任。三河守如元。
- 1607年（慶長12年）閏4月27日、家督相続し、藩主となる。
- 1611年（慶長16年）3月20日、左近衛権少将に遷任（従四位上）。三河守如元。この春、家康の上京に伴われ、義利（義直）・頼政（頼宣）と同じ日に忠直も叙任された[84]。
- 1615年（元和元年）閏6月19日、従三位に昇叙し、参議に補任。左近衛権中将・越前守を兼帯。
- 月日不詳、参議辞職。左近衛権中将・越前守如元。

## 系譜
- 正室：勝姫 - 徳川秀忠三女
  - 長男：光長
  - 長女：亀姫 - 徳川秀忠養女、高松宮好仁親王妃
  - 次女：鶴姫 - 徳川家光養女、九条道房正室
- 側室：婦里（平賀氏）
  - 次男：永見長頼
  - 三男：永見長良
- 生母不明の子女
  - 三女：くせ姫[注釈 11]
  - 四女：閑姫 - 小栗正矩室

## 偏諱を受けた人物
忠直時代
- 松平直政（異母弟・雲州松平家祖）
- 松平直基（異母弟・結城松平家祖）
- 松平直良（異母弟・明石松平家祖）

## 関連作品
小説
- 菊池寛『忠直卿行状記』 ISBN 4003106318
- 海音寺潮五郎「松平忠直」（『悪人列伝』収録、文春文庫）
- 海音寺潮五郎「越前騒動」（『列藩騒動録』収録、講談社文庫）
- 海音寺潮五郎「忠直卿行状記」（『豪傑組』収録、文春文庫）
- 神坂次郎「かなしい暴君―越前宰相忠直」『おかしな大名たち』収録、中公文庫、1995年）
- 安部龍太郎「忠直卿御座船」（『忠直卿御座船』収録、講談社文庫、2001年）
- 天野純希「忠直の檻」（初出:『決戦！大坂城』講談社、2015年 / 講談社文庫、2017年 / 再録：『有楽斎の戦』講談社、2017年 / 講談社文庫、2020年）

映画
- 『越前騒動』（1916年、日活） - 演：大谷鬼若
- 『忠直卿行状記』（1930年、日活） - 演：片岡千恵蔵
- 『忠直卿行状記』（1960年、大映京都） - 演：市川雷蔵

テレビドラマ
- 『忠直卿行状記』（1958年、日本テレビ） - 演：仲代達矢
- 『忠直卿行状記』（1961年、日本テレビ） - 演：仲谷昇
- 『春の坂道』（1971年、NHK大河ドラマ） - 演：佐々木功
- 『徳川家康』（1983年、NHK大河ドラマ） - 演：阪本良介
- 『真田太平記』（1985年、NHK大型時代劇） - 演：正城慎太郎
- 『葵 徳川三代』（2000年、NHK大河ドラマ） - 演：北直樹
- 『江〜姫たちの戦国〜』（2011年、NHK大河ドラマ） - 演：浪打賢吾

漫画
- 山田芳裕『へうげもの』（2005年 - 2017年） - 終盤に登場し、大坂夏の陣で窮地に陥った岩佐又兵衛を助ける。

## 墓所・遺品・史跡

### 史跡
- 松平忠直館跡（大分県大分市萩原2丁目11-13（小字御屋敷）現：萩原天神社境内地）

### 墓所
- 松平忠直墓所（福井県鯖江市長久寺）[85]
- 松平忠直公廟（一伯公廟、大分県大分市浄土寺）[86]

### 遺品
- 緋威鉄五枚胴具足（井伊美術館所蔵、福井市立郷土歴史博物館寄託）[87]
- 初花の茶壺 ‐ 天正11年（1583年）に徳川家康が松平念誓より献上された茶壺で、その後家康より忠直に大坂の陣での勲功として下賜された。天下三肩衝と呼ばれた初花の茶入とは別物。忠直が打ち砕いたとされるが越前松平家に伝わり、修復されて「初花の茶壺」として福井市立郷土歴史博物館に保管されている[88]。